# 임휘윤
임휘윤(1944년, 任彙潤)은  제12대 부산고등검찰청 검사장을 역임한 법조인이다. 부인 김혜자와 아들 2명이 있다.

## 생애
1944년에 전라북도 김제시 성덕면에서 풍천 임씨 집안에서 6명의 형제(임휘진 자영업, 임휘연 전 KT과장, 임휘칠 전 대우자판건설사장, 임휘종 풍천건설사장, 임휘문 성원건설 대표이사) 중에 4번째로 태어나 순천성동초등학교, 김제중학교(10회), 남성고등학교(12회)와 서울대학교 법과대학을 졸업하고 1970년에 치러져 50명이 합격한 제12회 사법시험 1.2차 시험에서 모두 합격하여 1972년 제2기 사법연수원과 1973년 육군 법무관을 거쳐 1975년 전주지방검찰청 검사에 임용되었다.
전주지방검찰청
전주지방검찰청 검사로 있으면서 고향 전북에 대한 각별한 애정과 배려가 일화로 남아있을 만큼 고향에 대한 애정이 각별하다. 2000년부터 2002년까지 제17대 재경남성동창회장, 2003년 재경 김제향우회장, 2005년부터 2007년까지 제18대 남성총동창회 수석부회장을 맡았다.
광주지방검찰청
1978년 광주지방검찰청 검사로 있으면서 박정희 정권을 독재정권으로 비난하고 유신철폐 구호 등을 외친 야당 정치인과 대학생들을 무더기 기소했다.
서울지방검찰청
1981년 2월 여러 대학 학생들이 함께 결성한 전국민주학생연맹(전민학련)에 대해 안강민, 김경한과 함께 영국 역사가 E. H. 카의 <역사란 무엇인가> 같은 책을 증거로 하여 반국가단체로 만든 학림 사건을 수사하여 최고 사형 판결에 이르게 했으나, 2009년 진실과 화해위원회에서 고문 조작에 의한 사건이라며 재심을 권고하였고 대법원은 2012년 6월 15일 재심에서 무죄를 확정하였다. 1982년 발생했던  29명의 일가 전체가 간첩이라는 누명을 쓰게 된 ‘송씨 일가 간첩 사건’도 임휘윤이 수사하여 유죄판결을 받았으나 재심에서 무죄가 확정되었다.
1982년 6월 15일에 광주 미국문화원 방화 사건의 정순철 피고인에게 현주 건조물 방화, 계엄포고령 위반, 밀항단속법 위반 등을 적용하여 징역 10년을 구형했다.
통일과 분단 극복을 위한 교육 논물을 작성한다면서 현직 중,고교 교사 9명에게 북한 공산집단의 고려 연방제 등을 찬양,고무하는 내용의 강연을 했다는 혐의로 치안본부에 구속된  한국기독교사회문제연구원 원장 조승혁 목사, 리영희, 강만길 등의 국가보안법 위반 사건과 관련하여 임휘윤은 "피의자가 경찰에서 한 진술을 앞으로의 검찰 수사과정이나 재판과정에서 번복하거나 기억이 흐려져 제대로 진술하지 못할 우려가 있다"며 사전증인신문을 청구하여 신문을 실시했으나 "잘못을 시인하며 늬우치는 태도를 보여 정부의 잇단 공안사범 특사 등 화합조치에 발맞춘다"고 하면서 "기소되어 법정에서 지식인 3명이 북한의 통일 방안인 고려연방제를 지지했다는 혐의로 공개재판을 받게 될 경우에는 북한 측에서 이를 악용할 수 있다"는 이유로 국가보안법 20조에 의하여 공소 보류 결정했다.
민정당사 점거 농성 사건으로 구속된 피고인이 점거가 목적이 아니라 대화를 위해 들어갔던 것이라고 하면서 연행된 뒤 구속되기 전 6일간 불법구금 동안 "경찰에 의해 고문을 당했다"고 주장하면서 재판부 기피 신청과 변호인단 전원 사임, 피고인 전원 퇴장을 한 가운데 임휘윤은 연세대 학생 5명에게 징역1~2년을 구형했으나 법원은 징역1년6개월 집행유예3년 내지 징역1년 집행유예2년을 각각 선고하면서 구속 132일만에 석방되었다. 이후 민주화 운동으로 인정받았다.
인천지방검찰청
1988년 11월 5일에 종합건설 면허를 대여하여 가공 세금계산서를 사들여 20여억원을 탈세해온 화영종합건설 전,현직 대표이사 3명을 특가법과 건설업법 위반으로 구속했다.
1988년 12월 9일에 건축용 보온 단열재인 발포 폴리스티렌 20억원 상당을 무허가로 제조하여 시중에 팔아온 5명을 에너지 이용 합리화법 위반 및 공업표준화법 위반 혐의로 구속하고 10명을 입건했다.
1989년 3월 25일에 인천시 상수도 노온정수장 건설공사와 관련하여 특정업자와 수의계약을 맺어 기자재를 조달청 구매기준가격보다 10억원 비싸게 구입하여 국고를 손실하게 한 인천시 상하수도국장을 지낸 이용식 남양주군수를 업무상 배임 등으로 구속했다.
공안합동수사반장을 맡은 임휘윤 특수부장은  인천지방노동청과 경기도경으로부터 16개 중대 2200명의 병력을 지원받아 임상인상을 요구하며 1989년 4월 9일부터 장기파업중이던 주식회사 우일 등 부천시 지역 4개업체 농성장에 4월 19일 새벽에 경찰 병력을 투입하여 농성 노동자를 강제해산하면서 179명을 연행하였으며 인천지방법원 김동환 판사가 발부한 사전 구속영장에 따라 노조위원장 4명과 노조원 1명을 노동쟁의조정법 3자개입금지와 업무방행 등으로 구속했다. 당일 추가로 노조 간부 1명을 구속 25명을 불구속 입건하면서 같은 혐의의 21명에 대해 즉결심판에 넘기면서 127명은 훈방하였다. 4월 22일 새벽에 임금 인상 등을 요구하며 농성 중이던 인천시 삼양유지사료에 인천시경으로부터 지원받은 경찰병력 4개중대 500여명을 투입해 노조위원장 등 38명을 강제연행하고 연행 노동자들의 가족이 면회를 요구하자 "소란을 피운다"는 이유로 경찰서 안 보호실에 감금하여 한때 항의를 받았다.
1989년 7월 12일에 세금계산서를 발급하지 않은 무자료 주류 26억원 상당을 전라북도 전주시 등지에서 구입해 중간상을 통해 인천지역 유통업소 및 유흥업소에 팔아온 무자료 주류 브로커 조직 6개파 27명을 적발해 10명을 적발하여 조세범 처벌법 위반으로 구속하면서 허위 세금계산서를 작성한 유통업체 대표와 소매허가만으로 주류도매 영업을 했던 사람 등 15명을 같은 혐의로 불구속입건하고 달아난 브로커 등 2명을 수배했다.
서울지방검찰청 서부지청
연세대생 집단 상해치사 사건과 관련하여 대검찰청이 사건의 진상을 규명해 국민 의혹을 풀도록 하면서 특히 살인 연부, 미필적 고의 여부를 철저히 밝히라고 하면서 지시를 받아 사건수사전담반을 구성하여 수사하였다.
1989년 10월 26일에 불법 건축물에 대한 준공 검사 조서 등을 허위로 만들어 구청으로부터 준공검사필증을 받도록 도와준 건축사 34명을 적발하여 4명을 건축사법 위반으로 구속하고 30명을 불구속입건하면서 불법건축을 했던 건축주 1명을 구속하고 29명을 불구속 입건하며 브로커 등 2명을 수배했다.
1989년 10월 30일에 불량 이온정수기 이온스타 5064대(시가 15억원)를 제조해온 업체 대표와 한국기계연구소의 품질검사를 받지않은 이온정수기 30억원 상당을 과대광고해서 팔아온 업체 대표 2명을 약사법 위반으로 구속하면서 판매등록없이 이온정수기를 팔아온 업자 3명과 대형백화점 13개 곳을 불구속입건했다.
1990년 1월 30일에 인체에 해로운 벤젠 나프탈렌툴루엔 등 화학물질과 한약재 등을 사용하여 〈석정〉〈석정수〉라는 이름의 가짜약 캡슐 16만개(시가 8억원 상당)를 만들어 암, 당뇨병, 백혈병, 고혈압, 후천성 면역 결핍증 등 각종 난치병에 특효하다고 속여 사회저명인사와 부유층 등에 1개월분에 100만원이상씩 받고 팔아온 3명을 보건범죄단속에 관한 특별조치법 위반으로 구속했다.
1990년 2월 20일에 마포경찰서 수사계 송치담당자로 근무하면서 도로교통법 위반 사건 기록을 기소의견으로 송치한 것처럼 사건부에 허위기재한 뒤에 수사기록을 자신의 집에 갖다 놓는 등 같은 수법으로 모두 57건의 수사기록과 현금 220만원 등 압수물품을 빼돌린 연봉파출소 노재섭 순경을 공용서류은닉과 업무상 횡령, 직무유기 등으로 구속했다.
1990년 2월 26일에 상습적으로 본드 등을 흡입하고 학생들을 상대로 금품을 갈취한 고교생 황모군 등 학교 주변 조직폭력배 8개파 37명을 폭력행위 등 처벌에 관한 법률 위반 등으로 구속하고 9명을 불구속입건하면서 16명을 수배했다.
1990년 3월 23일에 아파트 전셋값 인상을 부추겨온 무허가 중개업자 8명을 부동산중개업법 위반으로 구속하면서 전국 투기 지역의 임야 등을 대량 매입하고 미등기 전매하여 수천만원의 전매차익을 남긴 투기전문업자 3명, 주택조합입주권을 전매하거나 중개한 6명을 국토이용관리법과 부동산중개업법 위반으로 구속하면서 이들에 공인중개사 자격을 대여한 2명을 불구속입건하고 4명을 수배했다.
1990년 5월 22일에 고객 유인 브로커들을 고용해 저질 한약재를 대량 판매해온 기업형 한의원 9곳 한의사, 업주, 브로커 등 50명을 적발해 업주 5명, 브로커 10명 등 17명을 구속하고 31명을 불구속 입건, 2명을 수배했다.
1990년 5월 31일에 혈액원을 찾은 헌혈자 34만명 전원에 대해 채혈 기계를 조작하는 수법으로 혈액관리법이 규정한 500cc를 초과해 1인당 560cc를 채혈해 평균 60cc씩 더 뽑아 모두 25억여원의 부당이익을 취한 서울동부혈액원, 서울중부혈액원 원장과 사무장 4명을 혈액관리법 위반으로 구속하면서 혈액원 검사실장, 공혈실장 등 직원 8명을 불구속 입건했다.
1990년 6월 4일에 무면허로 척추 교정시설을 설립해 요통, 디스크, 소아마비, 중풍, 뇌성마비 환자 등을 치료하고 폭리를 취한 무허가 척추교정업자 15명을 구속하고 10명을 불구속입건했다.
1990년 7월 20일에 공장 허가금지구역 내에서 공해방지시설을 갖추지 않고 발암물질인 형광염료와 크롬. 시안 등 중금속을 한강에 방류한 도금업체 대표 등 6명을 구속하고 17명을 불구속입건했다.
1990년 8월 22일에 일간지 등에 카페, 레스토랑 여 종업원 모집광고를 하고 찾아온 여고생 등 부녀자 513명을 1인당 60만원~ 150만원씩 받고 전국의 술집 사창가 등에 팔아온 인신매매범 4명과 포주 6명을 특가법 영리 유인과 부녀매매 등으로 구속하였다.
1990년 10월 25일에 폭력배의 자금원인 도박장에 대한 수사를 벌여 도박단 7개파 59명을 적발하여 조직폭력배와 상습도박을 해온 검경신문 기자 등 22명을 구속했다.
1990년 11월 15일에 대지와 건물의 주인이 다른 부동산을 대상으로 대지를 먼저 사들인뒤  건물 철거소송을 하는 한편 조직폭력배를 동원해 협박하는 방법으로 100억원 상당의 건물을 가로챈 일당 18명 중 6명을 구속했다.
1992년 8월 3일에 있었던 고등검찰관 및 평검사 인사에서 주요 선거관련업무와 정치인 사건 수사 등을 지휘하는 자리로 TK출신 검사들이 차지해왔던 서울지방검찰청 공안1부장에 임명되어 검찰 내부에서 "아무리 서열과 순리에 따른 인사라고 해도 대통령 선거를 앞두고 호남출신이 임명된 것은 세상이 달라지고 있음을 실감하게 하는 일"이라며 격세지감이라는 반응이 나왔다.

1992년 대한민국 제14대 대통령 선거를 앞두고 김기춘 전 법무부 장관이 부산시내 초원복집에서 당시 정경식 부산지방검찰청 검사장과 박일룡 부산지방경찰청장,  김영환 부산직할시장, 국가안전기획부·기무사 간부 등과 만나 당시 민자당 후보인 김영삼의 당선 전략을 논의하며 나눈 대화가 도청돼 파문을 일으킨 부산시 초원복집 사건을 수사하여 김기춘만 공직선거법 위반 혐의로 불구속기소하고 나머지 참석자들을 무혐의 처분하였으며 기소했던 김기춘은 공소취소 처분했다.
대검찰청 공판송무부장
1997년 10월 12일에 불기소 처분에 불복하여 청구하는 헌법소원을 위해 형식적으로 검찰에 청구하는 항고, 재항고 등 2단계 절차를 한 차례로 줄이고 대검찰청의 업무 부담을 줄일 목적으로 검찰청법을 개정하는 방안을 추진중이라고 했지만 이후 뜻을 이루지 못했다.
1997년 11월 28일에 구속 피고인이 무죄 등을 선고받으면 재판정에서 검사가 석방지휘서를 교도관에게 교부하여 피고인을 즉시 석방하기로 했지만 이후 지속되지 못했다.
김대중 정부가 출범한 직후 박상천 법무부 장관은 "그동안 능력만큼 대우받지 못하고 소외되었던 인물을 발탁하겠다"고 하면서 인사 정상화를 말하자  김경한 춘천지방검찰청 검사장과 함께 차기 대검찰청 공안부장으로 거론되었으나 전라북도 출신의 공안통인 임휘윤이 유력하게 부각되었다.
대검찰청 강력부장
대검찰청 강력부장에 임명된 직후인 1998년 4월 20일에 전국 강력부장 회의를 열고 "부당한 권익 침해나 불법행위를 막기 위한 폭력행위는 동기와 경위 등 정황을 최대한 참작해 불법건 범위를 확대하지만 폭력사건 재범은 가벼운 사안이라도 종전보다 반드시 무겁게 처리한다"는 내용으로 폭력범죄수사 및 처리지침을 마련하여 시행하였다.
1998년 4월 30일에 자녀 안심하고 학교 보내기 운동 전담 검사 회의를 열어 "20세 미만 미성년자와 윤락행위를 하다 적발되면 예외없이 재판에 회부되어 징역형과 함께 신원이 노출되는 200시간 이내 사회봉사 명령을 구형한다"는 내용으로 미성년자 윤락행위 근절 방안을 마련했다.
1998년 7월 17일에 윤락업소에 대해서만 취해왔던 영업장 폐쇄를 미성년자를 고용하는 유흥업소에도 확대 적용하기로 하여 허가취소, 영업정지 처분 받고도 계속 영업을 하는 유흥업소는 3개월간 영업장이 폐쇄된다. 또 적발된 업주를 행정관청에 즉시 통보하여 행정처분이 이루어지기 전에 명의를 변경하여 계속 영업하는 것을 못하게 했다. 행정기관이 적발 업소에 붙인 폐쇄 처분장이나 봉인을 떼어내고 불법영업을 하면 형법 공무상 표시 무효죄를 적용해 전원 구속수사하기로 했다.
보건복지부로부터 전국 800여개 사회복지법인 현황과 운영실태에 대한 자료를 넘겨받아 일부 사회복지시설의 가혹행위 및 노무비 착복, 공무원 결탁 등 조사에 착수했다. 이에 귀가를 요구하며 농성했던 양지마을 원생 250명 중에 33명이 이날 퇴소해 연기군이 제공한 버스를 이용해 귀가했다.<ref경향신문 1998년 7월 24일자</ref>
1998년 8월 11일에 자녀 안심하고 학교 보내기 운동의 일환으로 9월부터 전국 학교 주변의 전국 10만여 자원봉사자들이 경영하는 문방구나 가게, 약국, 병원 등을 안심이 가게를 지정한다고 밝히면서 청소년들이 많이 이용하는 편의점을 모두 안심이 가게로 지정할 계획이라고 했다.
1998년 8월 23일에 서울에서 개최하는 제12차 세계 범죄학 대회를 맞아자녀 안심하고 학교 보내기 운동을 국제적 청소년 보호운동으로 확대하여 국제연맹 창설하기로 했다.
1999년 1월 11일에 `국회 529호실 난입사건'과 관련하여  출두토록 통보한 한나라당 이재오 의원 등 5명이 소환에 불응한 것에 대해  "입법권을 행사하는 국회의원이 실체적 진실을 밝히기 위한 수사에 비협조적이거나 적대시하는 것은 바람직하지 않다"며 "자진 출석할 경우 출국금지 조치를 즉시 해제하겠으니 사건의 조속한 해결을 위해 출두에 응해야 할 것"이라며 출두에 응할 것을 촉구했다.
1989년 대검찰청에 설립된 마약과 10주년을 맞아 검찰,경찰,세관,복지부,외무부,국정원등 국내 유관기관 10개부처의 마약퇴치 방안을 집대성하여 2008년까지 마약없는 사회를 구현하기 위하여 폭력조직을 중심으로 한 마약류 공급사범의 적극차단, 마약류 수요 감축및 청소년 상대 마약류 확산 방지, 범정부차원의 마약중독자 치료와 재활정책, 국제마약회의등 국제협력체제 강화 등을 주요 내용으로 하는 마약퇴치를 위한 범정부차원의 마스터플랜을 제시하는 `국가마약퇴치전략(National Drug Control Strategy)'을 만들었다.
김태정 검찰총장 재직할 때 역점사업이었던 `자녀 안심하고 학교보내기 운동'을 본 궤도에 올려놓았던 임휘윤은 대검찰청 강력부장으로 있으면서 이 운동을 민간차원에서 지속적으로 추진하기 위해 기존 자원봉사협의회 전국연합회를 공익법인화하고 기업,교육계,종교계,사회단체 등을 참여시켜 민간기구로 재출범했다.
김대중 정부 집권 2기의 사정수사를 지휘하게 될 대검찰청 중앙수사부장에 임휘윤 대검찰청 강력부장의 영전이 예상되었으나, 1999년 6월 6일 휴일에 단행된 인사에서 서울지방검찰청 검사장에 임명되어 검찰총장을 역임한 박순용의 장인인 김용제 이후 30여년 만에 처음으로 호남출신의 서울지방검찰청 검사장이 되면서  "수도 검찰의 총수가 된 것에 대한 기쁨보다 무거운 책임감이 앞선다"고 하면서 "정치중립성 시비 등으로 검찰조직에 대한 국민의 시선이 따갑다"며 "검찰인 모두가 힘을 합쳐 명예회복에 나서자"고 말했다.
교통.건축.식품위생사범과 병역법 위반자 등 경미한 행정법규 위반사범에 대해  검찰 단계에서 전담 검사가 일괄 처리하여 벌금을 예납받아 사건을 종료시키는 약식사건 전결 검사(1993년부터 운영) 제도를 폐지하였다.
조폐공사 파업유도 및 옷로비 의혹사건의 강원일, 최병모 특별검사팀이 사건 일체를 검찰에 인계하기로 한 것과 관련하여 임휘윤 검사장은  "특검팀이 사실상 수사를 종료해 놓고서 관련자들을 직접 기소하지 않고 사건을 검찰에 인계하고 수사결과를 발표하는 것은 특검법에 저촉된다"며 "사건인수를 거부하겠다"는 내용의 의견서를 특검팀에 전달했다.
2000년 총선을 앞두고 ‘언론대책문건 고소사건’ ‘서경원 전의원의 1만달러 수수사건’ 등 정형근 의원이 간여한 사안을 수사하기 위해 검찰이 긴급체포하려 했으나 자택문을 걸어잠근 채 체포에 불응했고 방탄국회가 열리면서 체포가 무산됐으며 체포영장을 발부받는 초강수로 대응하여 결국 검찰에 출석한 정형근이 묵비권을 행사하자 서울지방검찰청 검사장이었던 임휘윤은 "정형근 의원이 연루된 고소·고발사건 24건을 수사하기 위해 23회 출석요구를 했지만 일체 불응하고 있다"며 유감을 표시했다.
한나라당 정지행 부대변인은 2000년 3월 24일 성명을 통해 "관보에 따르면 임휘윤 서울지검장의 두 아들 가운데 장남은 방위병 판정을, 차남은 면제를 받았으다"며 "특히 차남의 면제과정에 의혹이 제기되고 있다"고 주장하자 임휘윤은 "장남은 축농증으로 방위판정을 받았고 차남은 1992년 키 1백74Cm  체중 107Kg으로 세 차례의 신체검사를 받은 끝에 면제를 받았다"고 하면서 "차남은 1998년 여름동안 집중적으로 살을 빼 현재 80Kg 정도 될 것"이라며 "차남이 원래 과체중이었던 것은 주변의 모든 사람들이 잘 알고 있다"고 밝혔다.
이용호 게이트 대검찰청 특별감찰본부에 파견된 2000년 5월에 사건을 수사했던 임휘윤은 2001년 9월 "횡령 등 혐의로 구속된 이용호 G&G그룹 회장을 검찰 전·현직 최고위급 간부들이 비호했다"는 의혹이 제기된 이후 특검이 출범돼 김대웅 광주고등검찰청 검사장이 수사 내용을 유출한 것이 밝혀질 때 임양운 전 광주고등검찰청 차장검사, 이덕선 전 군산지청장과 함께 검찰에서 물러났다. 이용호가 2000년 주가조작 사건으로 서울지검에 긴급 체포된 뒤 선임된 김태정 변호사가 검찰 후배이던 당시 임휘윤 서울지검장에게 전화를 걸어 "법률 검토를 잘 해보라"며 이용호의 무혐의를 주장했고 이후 이용호를 소환한 뒤에 사무실에 대한 압수수색까지 하고도 무혐의 처분하여 이 부분에 대해 특검 조사를 받았다.
2000년 4월에 서울지방검찰청은 당시 서울지방법원 예비판사이던 이모씨가 병역비리에 연루된 혐의를 밝혀냈으나 검사장이었던 임휘윤이 서울지방법원 법원장에게 구두 통보만 하고 사건을 종결 처리해, 법원 봐주기 수사라며 물의를 일으켰다.
1999년 12월 이근안 고문사건 관련 진상조사 결과를 발표하면서 "1985년 김근태 민주화운동청년연합 의장에 대한 고문이 사실상 정형근 의원의 지시에 따라 이뤄졌다"고 발표하자 정형근 의원이 2002년 12월 13일 서울지방법원에 "검찰이 박처원 전 치안감의 허위진술을 근거로 김근태 고문사건의 배후라고 발표해 명예를 훼손시켰다"며 검사장이었던 임휘윤과 임양운 서울지검 3차장, 수사 검사 등 전·현직 검사 4명을 상대로 형사 고소에 이어 2억원의 손해배상 청구소송을 냈다.
임휘윤이 지앤지(G&G)그룹 회장 이용호에게 취업을 부탁하여 계열사에 채용된 5촌 조카 임호균이 서울지방법원 형사15단독 오재성 판사로부터 2002년 2월 4일 횡령죄로 벌금 500만원을 선고했다. 이용호에게 증권계좌 명의를 빌려준 것을 이용하여 계좌에 있던 ㈜삼애인더스 ㈜인터피온 등의 주식을 처분해 3500여만원을 횡령하여 벌금 300만원으로 약식기소됐다가 "약식기소 사안이 아니다”며 정식재판에 회부되었다.
병역비리 합동수사가 본격적으로 진행되던 2000년 3월 정치인 자제 등이 소환에 불응하자 기자회견을 갖고 "재소환에도 응하지 않으면 인적사항, 면제사유 등을 공개하고 혐의가 인정되면 체포영장을 발부받아 강제수사에 나서는 방안을 적극 검토하겠다"고 말했다.
이용호 게이트와 관련해 검찰 특별감찰본부의 조사를 받고 검찰에서 퇴직하여 2001년 11월 초 서울지방변호사회에 변호사 등록을 신청했으나 대한변호사협회(정재헌 회장) 상임이사회에서 "임휘윤이 특별검사의 수사 대상인 사건에 연루돼 있어 변호사 등록 거부 요건에 해당하는지를 따져볼 필요가 있다"며 "일단 법무부에 검찰 특별감찰본부의 수사기록을 요청해 기록을 검토하기로 했다"고 하면서 등록 보류가 되었다가 "변호사 등록 신청 후 2개월 동안 변협 측이 아무런 조치를 취하지 않을 경우 변호사 등록신청을 받아들인다"는 규정에 따라 2개월여 지난 2002년 1월 9일에 변호사 자격이 자동으로 부여됐다.  협회는 "임휘윤에 대한 특별감찰본부의 수사 결과를 두 차례 검찰에 문의한 결과 공직자로서 부적절한 처신을 했다는 추상적인 답변만 들었을 뿐 뚜렷한 직무상 위법행위는 발견하지 못해 변호사 활동을 제한하지 않기로 했다"고 말했다. 특검팀은 2001년 12월 18일 신승남 검찰총장의 동생 신승환, 임양운 전 광주고등검찰청 차장검사, G&G그룹과 삼애인더스 자금·회계담당 직원 등과 함께 임휘윤을 출국금지했다.
김정길 (법조인) 법무부 장관과 같은 호남출신이라는 점이 "걸림돌이 될 수도 있다"는 평가를 받은 임휘윤 서울지방검찰청 검사장이 대인관계가 넓고 정치권에 지인이 많아  법무부 차관에 적임이라는 평가가 검찰 내에서 주류를 이루고 있어 법무부 차관 영전이 유력하게 거론되었던 임휘윤은 2000년 7월 10일에 있은 인사에서 부산고등검찰청 검사장으로 승진 발령되었다.
2004년 제17대 국회의원 선거에서 전라북도 지역구에 유력한 출마 예상자로 거론되었으며 실제로 당시 새천년 민주당과 여권의 한 축인 신당이 영입 경쟁을 할 때 새천년 민주당이 영입을 위해 공을 들였다.
우석대(전북 완주)는 중견 기업인과 고위 관료 등에게 교양강좌를 할 목적으로  2008년 3월 6일부터 7월 10일까지 매주 목요일에 개강한‘미르 CEO 문화아카데미’를 수강하였다. 일반 강의와 문화체험, 해외 문화 및 기업 탐방 등으로 진행되며 김명곤 전 문화관광부 장관, 유홍준 전 문화재청장, 송승환 난타 대표, 이미경 CJ엔터테인먼트 부회장 등이 강사를 맡았다.
익산시 남성 총동창회(회장 노승대)는 2014년 4월 15일에 제8회 자랑스러운 남성인상 수상자로 임휘윤을 선정했다.

2017년 2월 16일에 <반헌법행위자열전> 편찬위원회(편찬위)가 열전에 수록될 가능성이 높은 ‘집중검토 대상자 405명’의 명단에 임휘윤을 포함하여 발표하였다.
2018년 1월 27일 방영된 SBS TV 그것이 알고싶다에서 1980년 국가정보원의 전신인  국가안전기획부가 당시 서울시경 정보과에서 근무하던 석달윤 씨를 고문 수사를 통해 간첩으로 조작한 사건이 방송된 직후 여상규 의원이 "웃기고 있네"는 등의 발언을 하자 "군사독재 시절 자행된 간첩 고문 조작사건들의 가해자들을 처벌해주십시오"라는 국민청원이 이어지면서 공안검사 출신인 임휘윤 변호사도 같이 비판받았다.

2021년 10월 29일에 지병으로 생애를 마감하였다.

## 경력
- 1975년 전주지방검찰청 검사
- 1978년 2월 광주지방검찰청 검사
- 1980년 11월 서울지방검찰청 검사
- 1983년 서울지방검찰청 고등검찰관
- 1986년 대검찰청 공안제1과장검사
- 1988년 인천지방검찰청 특수부장검사
- 1989년 8월 24일 서울지방검찰청 서부지청 특수부장검사
- 1991년 서울지방검찰청 공안제2부장검사
- 1992년 서울지방검찰청 공안제1부장검사
- 1993년 광주지방검찰청 순천지청장
- 1993년 수원지방검찰청 차장검사
- 1994년 서울지방검찰청 의정부지청 지청장
- 1995년 광주고등검찰청 차장검사
- 1997년 대검찰청 공판송무부장
- 1998년 대검찰청 강력부장검사
- 1999년 6월 9일 ~ 2000년 7월 14일 제40대 서울지방검찰청 검사장
- 2000년 7월 15일 ~ 2001년 10월 11일 제12대 부산고등검찰청 검사장
- 2000년 ~ 2002년 제17대 재경남성동창회장
- 2002년 변호사 개업(서울)
- 2003년 5월 29일[75] 재경 김제향우회장[76]
- 2004년 9월 7일[77] ~ 2004년 12월 21일[78] 전국경제인연합회 부설 국제경영원(원장 현명관) 제50기 글로벌최고경영자 과정 수료
- 2005년 ~ 2007년 제18대 남성총동창회 수석부회장
- 2003년 3월 성원건설 사외이사 재선임[79]
- 2014년 11월 21일 김제발전포럼[80]